# Фейсал Дарвиш
Фейсал Дарвиш (араб. فيصل درويش‎, 3 июля 1991) — саудовский футболист, полузащитник клуба «Аль-Таавун».

## Клубная карьера
Фейсал Дарвиш начинал свою карьеру футболиста в саудовском клубе «Аль-Раед». 27 сентября 2010 года он дебютировал в саудовской Про-лиге, выйдя на замену в концовке гостевого матча против «Аль-Хазма». 13 февраля 2013 он забил свой первый гол в рамках лиги, выведя свою команду вперёд в счёте в гостевой игре с «Аль-Шабабом». Спустя неделю Дарвиш сделал дубль в домашнем поединке против «Хаджера». С начала 2015 года он выступает за именитый «Аль-Хиляль».  

## Достижения
«Аль-Хиляль»
- Обладатель Кубка короля Саудовской Аравии (1): 2015
- Обладатель Кубка наследного принца Саудовской Аравии (1): 2015/16
- Обладатель Суперкубка Саудовской Аравии (1): 2015